# WYUS
WYUS ist eine kleine Radiostation in Milford, Delaware. Die Station überträgt ein Sport-Format und gehört der Delmarva Broadcasting Company. 
WYUS sendet auf MW 930 kHz mit 0,5 kW. Der Sender nutzt auch den Translator W281BD-FX auf UKW 104,1 mit 0,11 kW für eine Verbreitung auf UKW.